# Pekinška raca
Pekinška raca je jed iz Pekinga, ki jo pripravljajo že od cesarskih časov. Meso je značilno po tanki, hrustljavi kožici, pri avtentičnih različicah jedi pa kuhar postreže predvsem s kožo in malo mesa, ki ga nareže pred gosti. Race, vzrejene posebej za to jed, zakoljejo po 65 dneh in jih začinijo, preden jih spečejo v zaprti ali viseči pečici. Meso pogosto jedo z mlado čebulo, kumarami in sladko fižolovo omako, okoli nadeva pa se zavijejo palačinke. Hrustljava aromatična raca je podobna jed pekinški raci in je priljubljena v Združenem kraljestvu.

## Zgodovina
Race na Kitajskem pečejo že od časov južnih in severnih dinastij. Različico pečene race je pripravljal cesar v mongolski dinastiji Juan. Jed, prvotno imenovana šāo jāzi (燒鴨子), je bila omenjena v priročniku Popolni recepti za jedi in pijače (飲膳正要) leta 1330, ki ga je napisal Hu Sihui (忽思慧), inšpektor cesarske kuhinje. Pekinška pečena raca, ki je bila povezana z izrazom, se je v celoti razvila v poznejši dinastiji Ming in takrat je bila pekinška raca ena glavnih jedi na jedilnikih cesarskega dvora. Prva restavracija, specializirana za pekinško raco, Bianjifang, je bila ustanovljena v Šjanjukouju, blizu Čjanmena v Pekingu, leta 1416.
V obdobju Čjanlong (1736–1796) dinastije Čing se je priljubljenost pekinške race razširila med višje sloje, kar je navdihnilo nekatere pesnike in učenjake, ki so uživali v tej jedi. Na primer, ena od kitic Dūmén zhúzhīcí, lokalne pekinške pesmi, se je glasila »Napolnite svoje krožnike s pečeno raco in odojkom«.
Leta 1864 je bila v Pekingu ustanovljena restavracija Čuandžude (全聚德). Jang Čuanren (楊全仁), ustanovitelj Čuandžude, je razvil visečo peč za pečenje rac.
Do sredine 20. stoletja je pekinška raca postala nacionalni simbol Kitajske, priljubljen tako med turisti kot diplomati. Henry Kissinger, državni sekretar Združenih držav Amerike, se je na primer 10. julija 1971 med svojim prvim (skrivnim) obiskom Kitajske srečal s premierjem Džov Enlajem v Veliki dvorani ljudstva. Po krogu nedokončanih pogovorov zjutraj so delegaciji za kosilo postregli s pekinško raco, ki je postala Kissingerjeva najljubša jed. Američani in Kitajci so naslednji dan izdali skupno izjavo, v kateri so predsednika Richarda Nixona povabili na obisk Kitajske leta 1972. Po Džovovi smrti leta 1976 je Kissinger ponovno obiskal Peking, da bi okusil pekinško raco. Pekinška raca, zlasti v restavraciji Čuandžude, je bila priljubljena jed različnih političnih voditeljev, od kubanskega Fidela Castra do nekdanjega nemškega kanclerja Helmuta Kohla.
Dve pomembni restavraciji v Pekingu, ki strežeta to jed, sta Čuandžude in Bianjifang, obe stoletja stari restavraciji, ki sta postali znani imeni, vsaka s svojim slogom: Čuandžude je znana po metodi pečenja v viseči peči, medtem ko Bianjifang uporablja najstarejšo tehniko pečenja v zaprti peči.
Pekinška raca je eden od predstavnikov gurmanske kitajske hrane in je postala ena od bistvenih izkušenj za številne tuje politike in turiste.

## Priprava

### Vzreja race
Race, ki se uporabljajo za pripravo pekinške race, izvirajo iz Nankinga. Bile so velike, imele so črno perje in so živele v kanalih, ki so mesto povezovali z glavnimi vodnimi potmi.
S selitvijo kitajske prestolnice v Peking se je na tem območju povečal promet oskrbovalnih barž. Te barže so pogosto prelivale vodo v stranske kanale in zagotavljale življenjski prostor za race. Do uvedbe praška petih začimb so kitajski kmetje udomačili novo pasmo rac.
Novo izležene race se prvih 45 dni življenja vzrejajo v prosti reji, naslednjih 15–20 dni pa se hranijo 4-krat na dan, kar ima za posledico race, ki tehtajo 5–7 kg. Prisilno hranjenje rac je privedlo do alternativnega imena za žival, Pekinška polnjena raca (poenostavljeno kitajsko: 北京填鸭; tradicionalno kitajsko: 北京填鴨; pinjin: běijīng tián yā).

### Kuhanje race
Pitane race ubijejo, oskubijo, odstranijo drobovje in temeljito sperejo z vodo. Pod kožo skozi vratno votlino vpihajo zrak, da ločijo kožo od maščobe. Raco nato dve do tri minute blanširajo v vreli vodi, preden jo obesijo, da se posuši. To zategne kožo. Medtem ko je obešena, jo glazirajo s plastjo sirupa z medom, notranjost race pa še enkrat sperejo z vodo. Nato se nanese druga plast glazure/marinade iz sojine omake, petih začimb v prahu in še več maltoze, raca pa se pusti stati 24 ur na hladnem in suhem mestu (ali v hladilniku). Nato se peče v pečici, dokler koža ne postane svetleče rjava.
Poleg dveh tradicionalnih metod za pripravo pekinške race so kuharji po vsem svetu zbrali recepte za pripravo jedi doma.

### Priprava v zaprti pečici
Pekinška raca se tradicionalno peče v zaprti pečici (kitajsko: 燜爐 mènlú). Bianjifang, restavracija v Pekingu, je znana po ohranjanju te tradicije. Zaprta pečica je zgrajena iz opeke in opremljena s kovinskimi ploščami (kitajsko: 箅子; pinjin: bì zi). Pečica se predhodno segreje s kurjenjem sirkove slame Gaoliang (kitajsko: 秫秸; pinjin: shú jiē) na dnu. Raco postavijo v pečico takoj, ko ogenj ugasne, kar omogoča, da se meso počasi kuha s konvekcijo toplote v pečici. Glavna veščina je nadzor nad gorivom in temperaturo. Pri zaprti pečici se račje meso dobro poveže z maščobo pod kožo, zato je sočno in mehko.

### Pečenje v odprti pečici
Odprta pečica (kitajsko: 掛爐 guàlú; dob.: 'hung oven', dobesedno 'viseča pečica') je bila razvita v cesarskih kuhinjah v času dinastije Čing in jo je sprejela veriga restavracij Čuandžude. Zasnovana je za peko do 20 rac hkrati na odprtem ognju, ki ga kuri trdi les breskev ali hrušk. Race obesijo na kavlje nad ognjem in pečejo pri temperaturi 270 °C 30–40 minut. Medtem ko se race pečejo, lahko kuhar s palico obesi vsako raco bližje ognju za 30-sekundne intervale. Pri pečenju v odprti pečici se maščoba običajno stopi med kuhanjem, zato je koža hrustljava.

## Serviranje
Pekinška raca se tradicionalno razreže pred gosti in postreže v treh korakih. Najprej se postrežejo rezine račje kože s sladkorjem in sladko fižolovo omako. Račja koža je najboljša za uživanje vroča in hrustljava na ugriz. Meso se nato postreže s parjenimi palačinkami (poenostavljeno kitajsko: 春饼; tradicionalno kitajsko: 春餅; pinjin: chūn bǐng) in izborom zelenjavnih jedi, običajno z narezano kumaro in mlado čebulo. Tradicionalno gostje pomočijo rezine race v začimbe in jih zavijejo v palačinko s kumaro in drugimi sestavinami. Zavitek se nato je z rokami ali s palčkami. Narezana raca (鸭架) – preostanek pečene race, brez izbranih kosov – se lahko kuha na tri načine. Tradicionalni način je v juhi s sestavinami, kot sta kitajsko zelje in mehki tofu. Razrezano raco lahko tudi sesekljamo in prepražimo v sladki fižolovi omaki ali pa jo na hitro prepražimo in postrežemo s soljo in poprom (椒鹽). Sicer pa je razrezana raca zapakirana, da jo stranke odnesejo domov.

### Pogrevanje
Cele pekinške race lahko naročite za s seboj. Race lahko doma pogrejete v pečici ali na štedilniku. Pri uporabi pečice se raca 20 minut segreva pri temperaturi 150 °C, nato pa še 10 minut pri 160 °C. Metoda s štedilnikom vključuje potopitev race v vrelo vodo, preden jo položimo na ponev 70 cm nad ognjem. Voda se menja vsake 3–4 minute, dokler raca ni vroča. Za pogrevanje pekinške race z oljem jo narežemo na tanke kose in položimo v cedilo nad vokom z vročim oljem. Raco nato večkrat speremo z oljem.

## Hrustljava aromatična raca
Hrustljava aromatična raca (香酥鴨 xiāng sū yā) je podobna jed kot pekinška raca. Priljubljena je v Združenem kraljestvu, kjer je nastala v drugi polovici 20. stoletja.
Raco najprej marinirajo z začimbami, nato jo kuhajo na pari, dokler ni mehka, in jo na koncu ocvrejo do hrustljavega. Meso ima manj maščobe in je bolj suho in hrustljavo v primerjavi s pekinško raco.
V Nemčiji nekatere azijske fuzijske restavracije strežejo tudi hrustljavo aromatično raco (Knusprige Ente), včasih označeno tudi kot pekinška raca (Peking-Ente, tudi Pekingente). Raco marinirajo z začimbami in jo ocvrejo, postreženo pa je skupaj s prepraženo zelenjavo (Wokgemüse) na ocvrtih rezancih ali z rižem.
Tradicionalni način prehranjevanja je, da natakar pečeno raco nareže na rezine, loči račjo kožo in račje meso ter v vsako rezino pomoči malo račje kože. Gostje pogosto zavijejo rezine račjega mesa v palačinke in dodajo sladko fižolovo omako, mlado čebulo, kumarične trakove in druge sestavine, da dobijo enoten obrok.